# Diemidowka (obwód biełgorodzki)
Diemidowka (ros. Демидовка) – wieś w Rosji, w obwodzie biełgorodzkim, w rejonie krasnojaruskim. W 2021 liczyła 240 mieszkańców.